# La Conquête des Gaules
Pour plus de détails, voir Fiche technique et Distribution.
La Conquête des Gaules ou L'Odyssée d'un film est un film muet français, réalisé par Marcel Yonnet, Yan Bernard Dyl, Léonce-Henri Burel, sorti en 1922.

## Synopsis
Les difficultés de Jean Fortier, un metteur en scène, qui doit, avec peu de moyens, produire un grand film sur la Rome antique intitulé La Conquête des Gaules inspiré par Jules César.

## Distribution

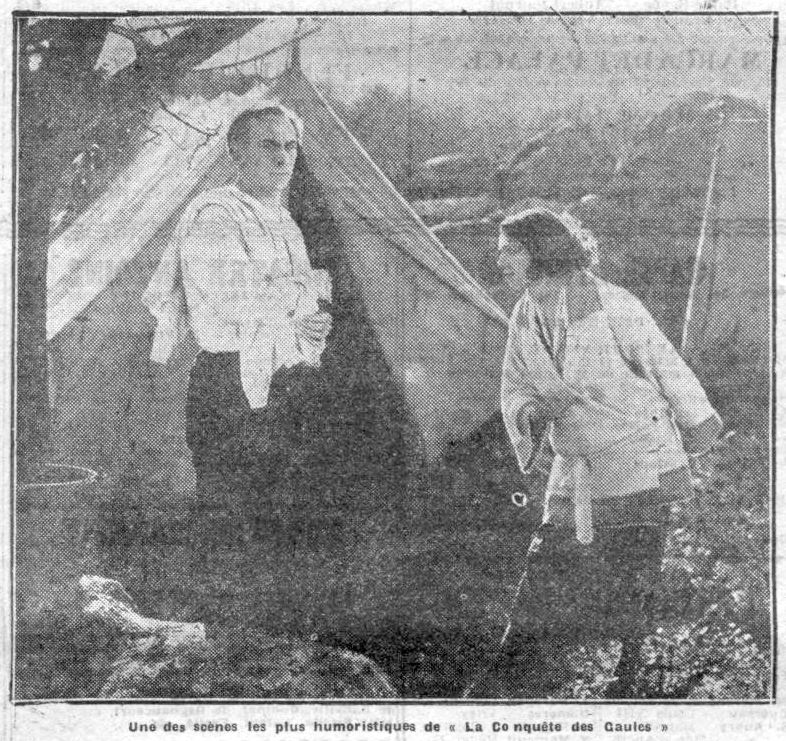
Image tirée du film (fr.: Comœdia, 29 septembre 1922).

- Jean Toulout : Jean Fortier
- Djemil Anik[4]
- Line Aigly
- Pierrette Parys
- Jean-David Evremond
- Suzy Vernon
- Victor Vina
- Hélène Tepsé
- Louis Élie
- Jean-Paul Le Tarare
- Pierrette Parys
- Albert Brachet

## Autour du film
Produit par Les Films Y. B. D. (Yan Bernard Dyl, dont c'est apparemment le seul film de fiction) et tourné aux studios Gaumont, le film, annoncé dès juillet 1922, fut projeté en avant-première publique, le 12 septembre à la Maison de la Mutualité. La réalisation est sans doute assurée principalement par le chef opérateur accompli qu'est Léonce-Henri Burel, assisté de Raoul Grimoin-Sanson. Par ailleurs, Marcel Yonnet, dont on sait peu de choses, fut poète, critique de films (comme Dyl) et travailla entre autres avec Charles-Félix Tavano, et la Fox Film (jusqu'en 1936).